# Християн Готфрильд Зальцман
Християн Готгільф Зальцман (нім. Christian Gotthilf Salzmann, 1744—1811) — німецький пастор, проповідник, науковець педагог та письменник. Засновник відомої школи у місті Шнепфентале.

## Біографія
Християн Готгільф Зальцман народився 1 червня 1744 року у містечку Земмерда.
До 1781 році він був пастором і проповідником в Ерфурті, але потім під впливом ідей Базедова і Руссо, а також спостережень, зроблених ним при вихованні власних дітей, повністю присвятив себе педагогічної діяльності. Як і Базедов критикував сучасну йому педагогічну систему за відсутність зв'язку з життям, непослідовність подання інформації учням, невідповідність психологоічному і розумовому розвитку учнів: «При вивченні релігії дитя відривається від рідних полів і подорожує по Едему, Арарату, Уру, Ханаану, Єгипту, пустелях Аравії, піднімається на Синай, переходить Йордан, відвідує Сіон, Голгофу, може бути, перш, ніж відвідало Гай і влізло на пагорб, що знаходяться біля того містечка, де воно народилося. Звідти дитя переходить в Лаціум і Грецію. Тут воно знайомиться з усіма пам'ятками Риму, Афін і Спарти, з військовим і цивільним устроєм їх, з будівельним мистецтвом, з Капітолієм і ареопагом, навіть з міфами про Венеру і Купідон, а тим часом не знає, як управляється рідне містечко, хто такий бургомістр, не знає внутрішнього устрою ратуші. За географією дитя знає щось і про Лісабон, і про Петроград, і про Батавію, знає, скільки квадратних миль має Росія, але не знає розмірів власного князівства, числа його жителів, його творів і доходів. Історія забирає увагу дитяти від того світу, в якому ми живемо, з царства живих вона переносить його в царство мертвих. Вона вчить його тому, що сталося тисячі років тому, і нічого не говорить про те, що в даний час відбувається в країні. Природна історія ставить в один ряд тубільні твори з іноземними, з рослинами і тваринами Індії; дитя дивується слонам і кокосовому горіху і залишається байдужим до коня і до простого горіху» пише дидакт. Зальцман відстоював широке використання натуральної наочності у навчанні, вважав, що вивчення історії, географії, релігії, натуральної історії, та інших предметів повинно починатись з близьких і знайомих міст, речей понять, поступово переходячи до більш віддалених і складніших.

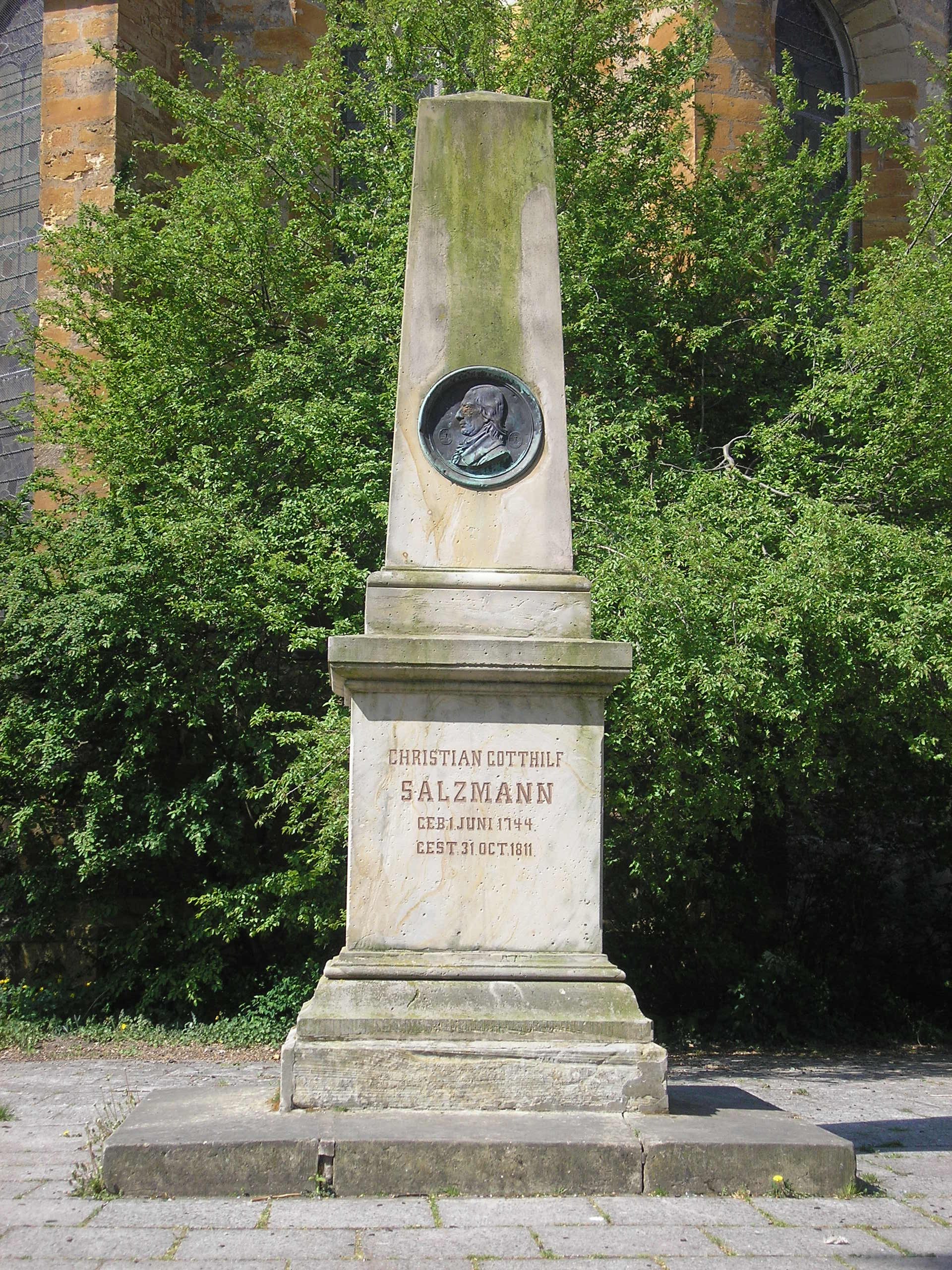
Пам'ятник Зальцману

Пробувши кілька років викладачем Закону Божого в Дессау і написавши чудовий педагогічний роман " Carl von Carlsberg, oder über das menschliche Elend " (1780—1786), Зальцман заснував у 1784 році в купленому їм маєтку Шнепфенталь (біля Готи) школу для хлопчиків час вважалася найзразковішою в Німеччині та приваблювала вихованців з усіх країн Європи.
Дружина Зальцмана, дочки та син Карл активно допомагали йому; школа мала характер великого сімейного гуртка, на чолі якого стояв Зальцман, шанований як патріарх. Школа в 1848 від Карла Зальцмана перейшла до його племінника Аусфельда, а після смерті останнього (1880) до його сина.
Найбільше Зальцман відомий своїми педагогічними працями. Крім згаданого роману, видаються його: " Der Himmel auf Erden " (1797); "D er Thüringer Bote " (1788 і сл.); " Sebastian Kluge "; " Conrad Kiefer oder Anweisung zu einer vernünftigen Erziehung ", " Ameisenbüchlein oder Anweisung zu einer vernünftigen Erziehung " та іншими. Його педагогічні твори було зібрано в 1845—1846 рр., також частиною видано Ріхтером і Боссе і Мейєром.